# Lista personajelor din Battlestar Galactica
Lista personajelor din universul Battlestar Galactica:

## Serialul și filmul din 1978
Personaje de pe Galactica
- Comandorul Adama – interpretat de Lorne Greene
- Căpitanul Apollo – interpretat de Richard Hatch
- Locotenentul Zac – interpretat de Rick Springfield
- Locotenentul Starbuck – interpretat de Dirk Benedict
- Locotenentul Boomer – interpretat de Herb Jefferson, Jr.
- Locotenentul Athena – interpretat de Maren Jensen
- Colonel Tigh – interpretat de Terry Carter
- Serina – interpretat de Jane Seymour
- Boxey ("Căpitanul Troy" ca adult în Galactica 1980) – interpretat de Noah Hathaway
- Muffit II (robotul daggit) – interpretat de Evolution ("Evie") cimpanzeul
- Sergentul Jolly – interpretat de Tony Swartz
- Ofițerul Omega – interpretat de David Greenan
- Caporalul Rigel – interpretat de Sarah Rush
- Caporalul Giles – interpretat de Larry Manetti
- Sergentul Greenbean – interpretat de Ed Begley, Jr.
- Dr. Salik – interpretat de George Murdock
- Dr. Paye – doar ca pilot – interpretat de John Fink
- Medtech Cassiopeia – interpretat de Laurette Spang-McCook (menționat ca Laurette Spang)
- Caporalul Komma – interpretat de Jeff MacKay
- Sublt. Dietra – interpretat de Sheila DeWindt
- Sublt. Brie – interpretat de Janet Louise Johnson
- Sorell – interpretat de Janet Lynn Curtis
- Sergentul Ortega – interpretat de Frank Ashmore
- Locotenentul Barton – interpretat de W. K. Stratton (actor)

Personaje de pe alte nave ale flotei oamenilor
- Dr. Wilker – interpretat de John Dullaghan
- Comandorul Croft – interpretat de Roy Thinnes (battlestarwiki)
- Chameleon – interpretat de Fred Astaire
- Comandorul Kronus – interpretat de Paul Fix
- Aurora – interpretat de Ana Alicia
- Zara (reporter de știri) – interpretat de Patricia Stich
- procuror colonial , Sir Solon – interpretat de Brock Peters (battlestarwiki)

Membrii ai Consiliului celor 12
- Președintele Adar – interpretat de Lew Ayres
- Sire Uri – interpretat de Ray Milland
- Anton – interpretat de Wilfrid Hyde-White

Personaje de pe Pegasus
- Locotenentul Sheba – interpretat de Anne Lockhart
- Locotenentul Bojay – interpretat de Jack Stauffer
- Comandorul Cain – interpretat de Lloyd Bridges
- Colonelul Tolan – interpretat de Rod Haase
- Ofițerul de lansări de pe Pegasus – interpretat de Junero Jennings

Nomenclatura Borelliană
- Maga – interpretat de Lance LeGault
- Bora – interpretat de Robert Feero
- Taba – interpretat de Anthony DeLongis

Oameni de pe Terra
- Michael – interpretat de Randolph Mantooth
- Sarah – interpretat de Kelly Harmon
- Hector – interpretat de Bobby Van
- Vector – interpretat de Ray Bolger
- Comandantul Leiter – interpretat de Lloyd Bochner

Cyloni
- Contele Baltar – interpretat de John Colicos
- Imperious Leader interpretat de Dick Durock – voce de Patrick Macnee
- Lucifer – voce de Jonathan Harris
- IL Cylon Lucifer – interpretat de Felix Silla – voce de Jonathan Harris
- IL Cylon Spectre – interpretat de Felix Silla/Bobby Porter – voce de Murray Matheson
- Red Eye – interpretat de – Rex Cutter

Altele
- John – interpretat de Edward Mulhare
- Contele Iblis – interpretat de Patrick Macnee

## Galactica 1980
Oameni de pe Galactica
- Comandorul Adama – interpretat de Lorne Greene
- Locotenentul Starbuck – interpretat de Dirk Benedict
- Colonelul Boomer – interpretat de Herb Jefferson, Jr.
- Căpitanul Troy ("Boxey" copil în seria originală) – interpretat de Kent McCord
- Locotenentul Dillon – interpretat de Barry Van Dyke
- Comandorul Xavier – interpretat de Richard Lynch, apoi de Jeremy Brett
- Locotenentul Nash – interpretat de Jeremy Brett
- Doctorul Zee – interpretat de Robbie Rist, apoi de James Patrick Stuart
- Căpitanul Dante, al Escadrilei D- interpretat de Phil Livien
- pilot de Viper – interpretat de Dennis Haysbert

Oameni de pe Pământ
- Jamie Hamilton – interpretat de Robyn Douglass
- Dr. Mortinson – interpretat de Robert Reed
- Colonelul Sydell – interpretat de Allan Miller
- Wolfman Jack – interpretat de himself

Cyloni
- Model Cylon Umanoid Avansat, Andromus – interpretat de Roger Davis
- Centuri – interpretat de Rex Cutter
- Cy – interpretat de Rex Cutter

Oameni de pe Nava Luminii (Ship of Light)
- Angela – interpretată de Judith Chapman

## Serialul din 2004

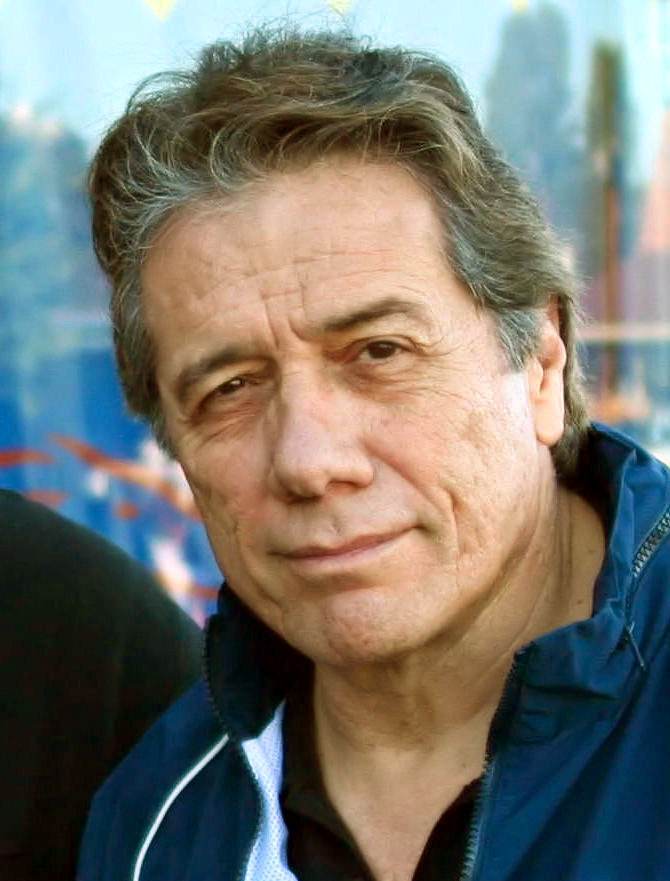
Edward James Olmos interpretează pe comandorul Adama

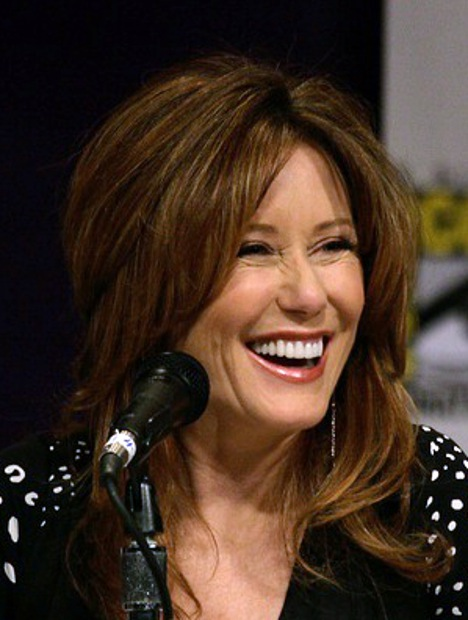
Mary McDonnell.

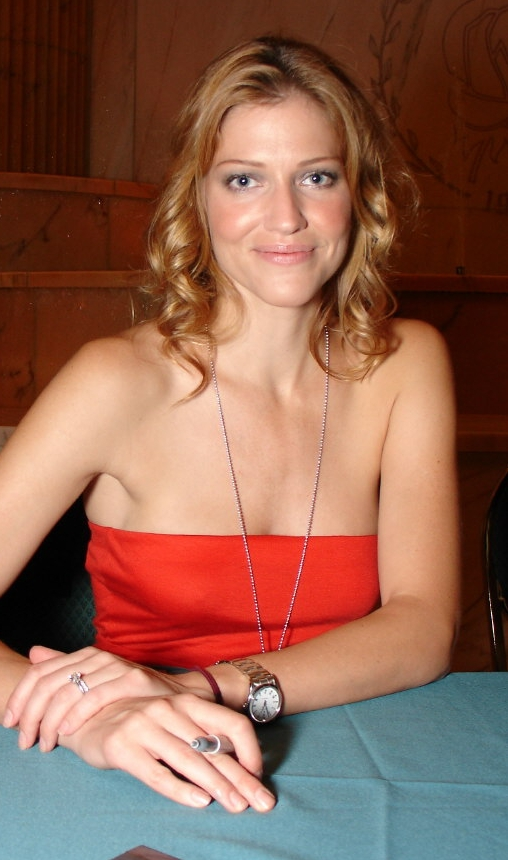
Tricia Helfer.

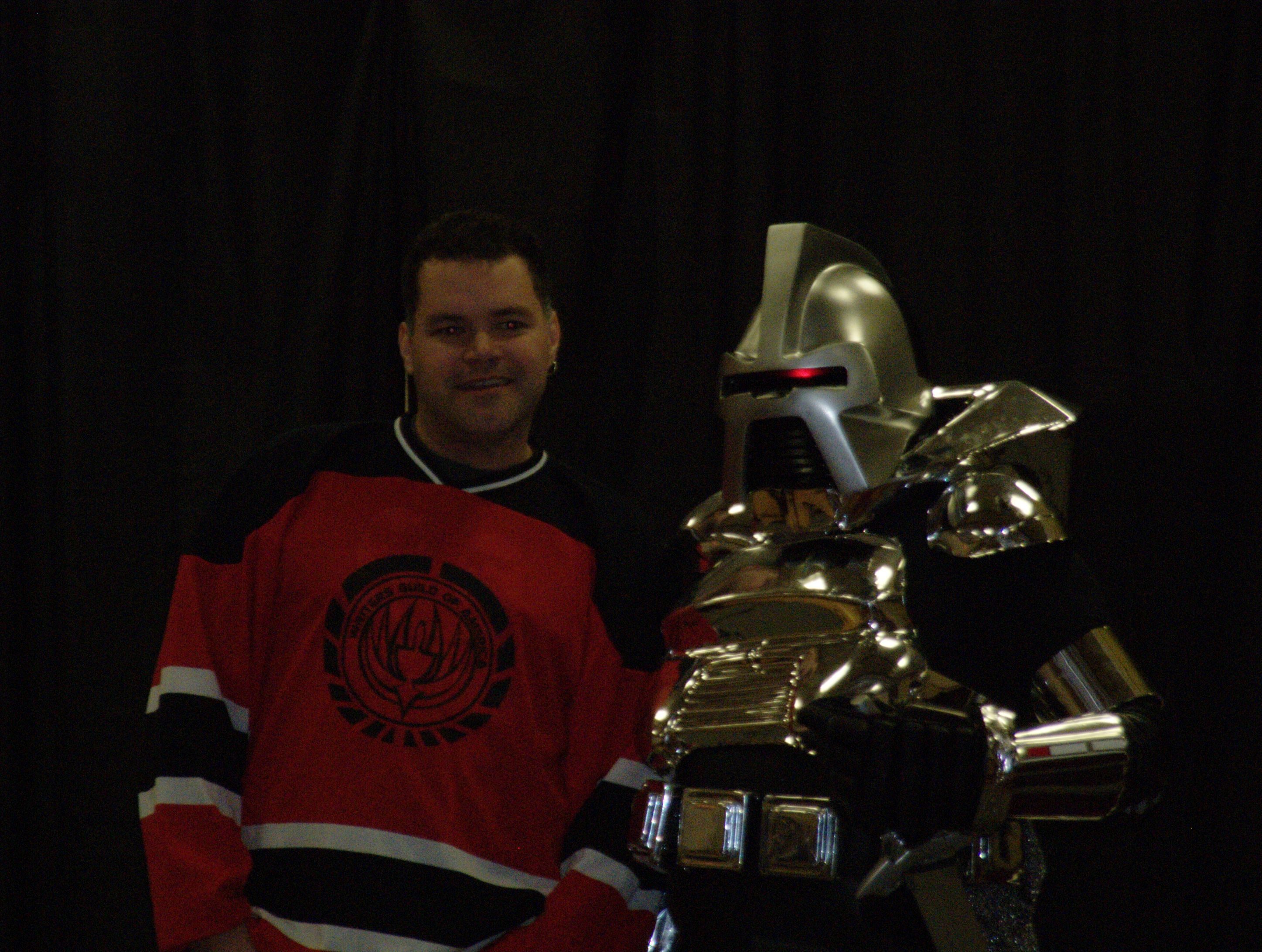
Aaron Douglas lângă un Cylon.

Notă: Personajele scrise cu culoarea roșu sunt Cyloni umanoizi.
- Amiralul William "Husker" Adama – interpretat de Edward James Olmos
- Președintele Laura Roslin – interpretat de Mary McDonnell
- Căpitanul Kara 'Starbuck' Thrace – interpretat de Katee Sackhoff
- Căpitanul/Maiorul Lee 'Apollo' Adama – interpretat de Jamie Bamber
- Dr. Gaius Baltar – interpretat de James Callis
- Numărul Șase – interpretat de Tricia Helfer #6
- Numărul Opt – interpretat de Grace Park #8
- Colonelul Saul Tigh – interpretat de Michael Hogan
- Șef Reparații Galen Tyrol – interpretat de Aaron Douglas
- Căpitanul Karl C. 'Helo' Agathon – interpretat de Tahmoh Penikett
- Locotenentul Felix Gaeta – interpretat de Alessandro Juliani
- Billy Keikeya – interpretat de Paul Campbell
- Locotenentul Anastasia Dualla – interpretat de Kandyse McClure
- Specialist Cally Henderson Tyrol – interpretat de Nicki Clyne
- Lt. Alex "Crashdown" Quartararo – interpretat de Sam Witwer
- Vice Președintele Tom Zarek – interpretat de Richard Hatch
- Ellen Tigh – interpretat de Kate Vernon
- Numărul Trei/D'Anna Biers – Lucy Lawless #3
- Helena Cain – interpretat de Michelle Forbes
- Numărul Doi/Leoben Conoy – interpretat de Callum Keith Rennie #2
- Numărul Cinci/Aaron Doral – interpretat de Matthew Bennett  #5
- Doctorul Sherman Cottle, ofițer-șef medical- interpretat de Donnelly Rhodes
- Preoteasa Elosha – interpretat de Lorena Gale
- Locotenentul Brendan "Hot Dog" Costanza – interpretat de Bodie Olmos
- Căpitanul Louanne 'Kat' Katraine – interpretat de Luciana Carro
- Locotenentul Margaret 'Racetrack' Edmondson – interpretat de Leah Cairns
- Specialist Socinus – interpretat de Alonso Oyarzun
- Numărul Patru/Simon – interpretat de Rick Worthy #4
- Numărul Unu/Cavil – interpretat de Dean Stockwell #1
- Specialist James "Jammer" Lyman – interpretat de Dominic Zamprogna
- Locotenentul Tucker "Duck" Clellan – interpretat de Christian Tessier
- Jean Barolay – interpretat de Alisen Down
- Samuel T. Anders – interpretat de Michael Trucco
- Tory Foster – interpretat de Rekha Sharma
- Sarah Porter – interpretat de Particia Idlette
- Playa Palacios – interpretat de Christina Schild
- Sekou Hamilton – interpretat de Biski Gugushe
- Sublt. Diana "Hardball" Seelix – interpretat de Jen Halley
- Sesha Abinell – interpretat de Dana Delaney
- Phelan – interpretat de Bill Duke
- Președintele Richard Adar – interpretat de Colm Feore
- Căpitanul Aaron Kelly, LSO officer – interpretat de Ty Olsson
- Locotenentul Nora Clellan – interpretat de Emily Holmes
- Boxey – interpretat de Connor Widdows
- Shevon – interpretat de Claudette Mink
- Paya – interpretat de Hayley Guiel
- Kacey – interpretat de Madeline Parker
- Nicholas Stephen Tyrol – interpretat de Finn Devit